# John Burch
John Burch, geboren als John Alexander Burchell (Londen, 6 januari 1932 - 18 april 2006), was een Britse jazz- en rhythm-and-bluespianist en componist.

## Biografie
Burch speelde als kind boogiewoogie. Vanaf 12-jarige leeftijd kreeg hij pianoles. Tijdens zijn militaire diensttijd was hij actief in legerbands in Duitsland. Na zijn ontslag bij het leger trad hij op met r&b-muzikanten als Graham Bond en Terry Lovelock, voordat hij een eigen trio formeerde, waarmee hij in soldatenclubs van de Amerikaanse strijdkrachten speelde, bijvoorbeeld in 1959 met Jeff Clyne en Bobby Wellins in Frankrijk. In de zomer van 1960 kreeg hij een verbintenis bij de Jazzmakers van Allan Gankey en Keith Christie om rond 1961 met Tony Archer te wisselen naar Don Rendell, met wie hij het album Roarin'  opnam. Eind 1962 formeerde Burch een eigen oktet met onder andere Graham Bond en Ginger Baker, later met Dick Heckstall-Smith en Jack Bruce, dat hij ook tijdens de jaren 1970 en 1980 in stand hield.
Daarnaast werkte hij als begeleider voor doortrekkende solisten in Ronnie Scott's jazzclub en behoorde hij ook tot de bands van Tommie White en Lennie Breslaw. Verder was hij te horen met Ray Warleigh, Kathy Stobart en Georgie Fame en toerde hij in 1974 met Ron Russell. Voor Fame arrangeerde hij ook voor meerdere jaren. Tijdens de jaren 1980 en 1990 behoorde hij tot het kwartet van Dick Morrissey. In 1996 speelde hij in de Reunion Band van Don Rendell. Na het millennium concentreerde hij zich op eigen formaties, in het bijzonder op zijn kwartet. Zijn composities werden ook gespeeld door Georgie Fame en Buddy Rich.

## Overlijden
John Burch overleed in april 2006 op 74-jarige leeftijd aan de gevolgen van kanker. In 2015 verscheen postuum onder zijn naam het album The Ghost Album.